# Псалом 134

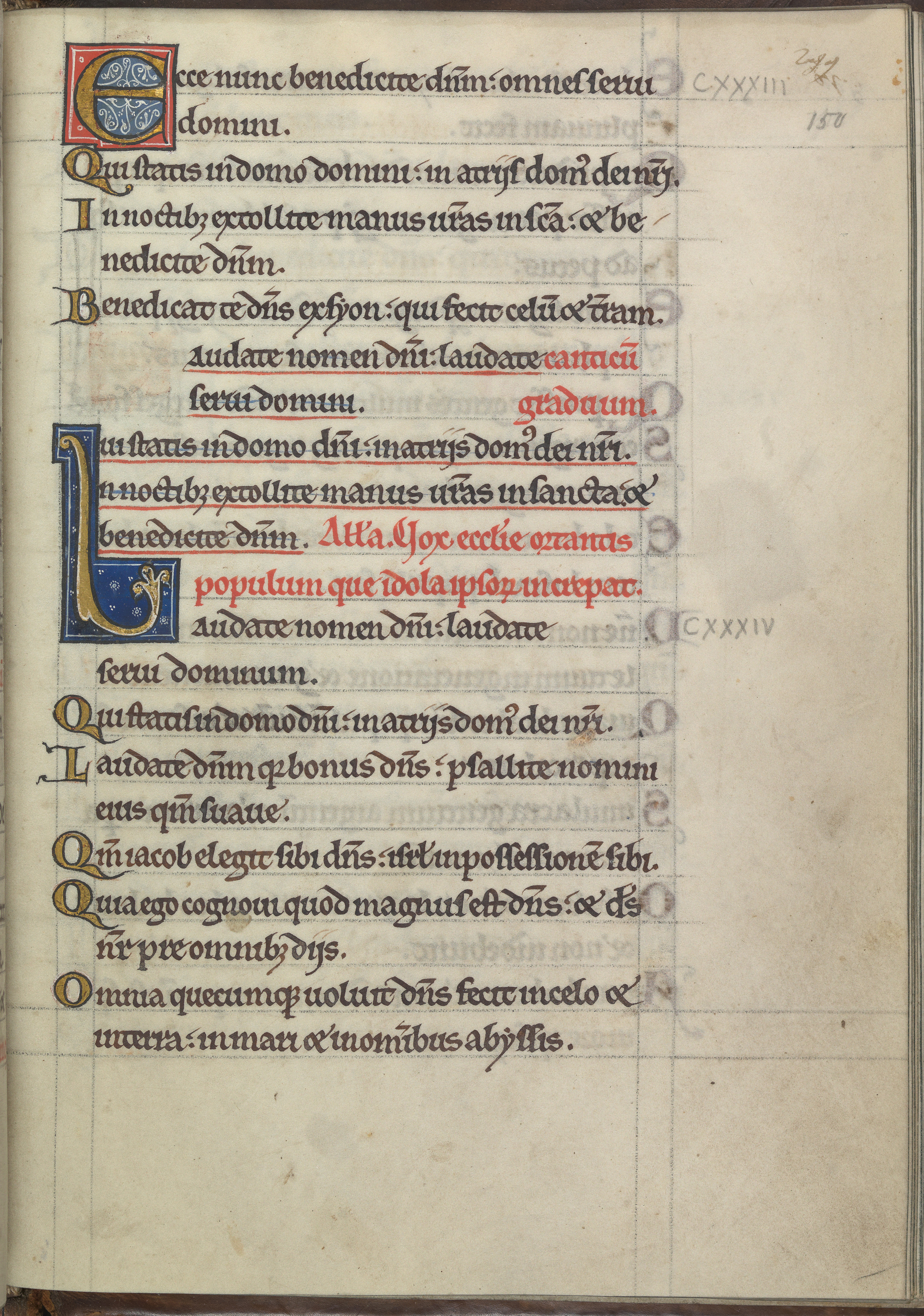
134-й псалом на листе из Псалтири Алиеоноры Аквитанской

Сто три́дцать четвёртый псало́м — благодарственно-хвалебный литургический псалом, 134-й псалом из книги Псалтирь (в масоретской нумерации — 135-й). Известен по латинскому инципиту Laudate nomen Domini, «Хвалите имя Господне». Представляет собой торжественный гимн Богу с перечислением Его многочисленных благодеяний для евреев. Поводом написания могло стать построение и освящение Храма. Псалмы 134—135 — произведения лирического либо эпического характера, отчасти религиозные гимны, образующие отдельную группу.
В талмудическом иудаизме также называют «Ма́лым гале́лем», который отличают от «Великого галеля», «Египетского галеля», «Ежедневного галеля».
В православии оба псалма 134—135 названы «полиеле́йными», потому что употребляются при совершении полиелея при великих праздниках. Важности праздника вполне отвечает торжественный тон содержания псалмов. 135-й псалом назван «многоми́лостивым» из-за многократно упоминаемых слов «ибо Он благ, ибо вовек милость Его», а уже от 135-го псалма получил своё название «полиелейного» и предыдущий 134-й псалом.
В псалме Господа славят за безграничное господство над мирозданием (стихи 5—7) и земной историей (стихи 8—12), за избрание Им Израиля (стих 4) и за превосходство над языческими божествами (стихи 15—18).

## Текст
| Ведущий | Община                                              |
| --- | --------------------------------------------------- |
| Аллилуiа. Хвалите имя Господне, хвалите, раби Господа, стоящiи во храмѣ Господни, во дворѣхъ дому Бога нашего. Хвалите Господа, яко благъ Господь: пойте имени Его, яко добро: |                                                     |
| яко Иакова избра Себѣ Господь, Израиля въ достоянiе Себѣ: яко азъ познахъ, яко велiй Господь, и Господь нашъ надъ всѣми боги: вся, елика восхотѣ Господь, сотвори на небеси и на земли, въ моряхъ и во всѣхъ безднахъ. Возводя облаки от послѣднихъ земли, молнiи въ дождь сотвори, изводяй вѣтры от сокровищъ Своихъ. Иже порази первенцы Египетскiя от человѣка до скота: посла знаменiя и чудеса посредѣ тебе, Египте, на фараона и на вся рабы его. Иже порази языки многи и изби цари крѣпки: Сиона царя Аморрейска и Ога царя Васанска, и вся царствiя Ханаанска: и даде землю ихъ достоянiе, достоянiе Израилю людемъ Своимъ. Господи, имя Твое въ вѣкъ, и память Твоя въ родъ и родъ: яко судити имать Господь людемъ Своимъ, и о рабѣхъ Своихъ умолится. Идоли языкъ сребро и злато, дѣла рукъ человѣческихъ: уста имутъ, и не возглаголютъ: очи имутъ, и не узрятъ: уши имутъ, и не услышатъ: ниже бо есть духъ во устѣхъ ихъ. Подобни имъ да будутъ творящiи я и вси надѣющiися на ня. |                                                     |
| Доме Израилевъ, благословите Господа: доме Ааронь, благословите Господа: доме Леві́инъ, благословите Господа: боящiися Господа, благословите Господа. | Благословенъ Господь от Сiона, живый во Иерусалимѣ. |

## Толкование
Псалом составлен из различных отрывков Библии. 134-й псалом является логическим продолжением предыдущего 133-го псалма (ср. Неем. 9:4). 135-й псалом евреи называют «Великим галелем», однако некоторые к нему прибавляют также стихи 134:4—21, другие считают «Великим галелем» псалмы 119—135, стихи 135:17—22 взяты из предыдущего 134-го псалма. В еврейском тексте 134-й псалом начинается и оканчивается словами «восхвалите Господа», а в греческом тексте псалом начинается словом «аллилуйя», но не оканчивается им. Псалом состоит из четырёх частей:
I. Хвала (стихи 1—3).
II. Деяния Божии (стихи 4—14).
III. Об идолах (стихи 15—18).
IV. Благословение (стихи 19—21).
Первый стих
«Хвалите имя Господне, хвалите, рабы Господни»
Идентичен стиху 112:1 с той лишь разницей, что полустишия поменяны местами.
Третий стих
«Хвалите Господа, ибо Господь благ; пойте имени Его, ибо это сладостно»
Ср. Пс. 146:1.
Четвёртый стих
«Ибо Господь избрал Себе Иакова, Израиля в собственность Свою»
Стих основан на цитате Втор. 7:6 (ср. Исх. 19:5).
Шестой стих
«Господь творит всё, что хочет, на небесах и на земле, на морях и во всех безднах»
Первое полустишие основано на цитате Пс. 113:11, а второе — на цитате Исх. 20:4 (ср. Пс. 23:2 и 135:6).
Седьмой стих
«Возводит облака от края земли, творит молнии при дожде, изводит ветер из хранилищ Своих»
Стих основан на почти буквальном цитировании Иер. 10:13 (ср. 51:16).
Ириней (Орда): «Ср. 7-й стих с Иер. 10:13 и 51:16».
Новая Женевская Библия: «„Творит молнии при дожде“ — возражение теологическим воззрениям хананеев (и отступникам из числа израильтян), согласно которому над дождями и молниями властвовал верховный бог хананейского пантеона Ваал» (ср. Пс. 28).
Четырнадцатый стих
«Ибо Господь будет судить народ Свой и над рабами Своими умилосердится»
Ириней (Орда): «Ср. 14-й стих с Втор. 32:36».
Пятнадцатый стих
«Идолы язычников — серебро и золото, дело рук человеческих»
Палладий (Пьянков): «Здесь повторяются из 113-го псалма стихи: 12, 13, 14, 15 и 16».
Ириней (Орда): «Ср. стихи 15—20 с Пс. 113».
Семнадцатый стих
«Есть у них уши, но не слышат, и нет дыхания в устах их»
В греческом тексте (Септуагинте) стих — расширен «есть у них уши, но не слышат; есть у них ноздри, но не обоняют; есть у них руки, но не осязают; есть у них ноги, но не ходят; и они не издают голоса гортанью своею» (ср. 113:14, 15). В церковнославянском переводе и в еврейском тексте подобное расширение отсутствует.
Двадцатый стих
«Дом Левиин! благословите Господа. Боящиеся Господа! благословите Господа»
Раши: «„Боящиеся Господа“ — прозелиты».
Двадцать первый стих
«Благословен Господь от Сиона, живущий в Иерусалиме! Аллилуия»
Фраза «Благословен Господь от Сиона» использована в стихе 133:3 предыдущего псалма. В греческом тексте отсутствует слово «аллилуйя». Слова «Благословен Господь от Сиона, живущий в Иерусалиме! Аллилуия» являются ответом общины на призыв ведущего молитву славить Господа.

## Богослужебное использование
Католицизм
По уставу святого Бенедикта 134-й псалом поют на вечерни среды.
Православие
134-й псалом называют «полиелейным», потому что употребляют при совершении полиелея при великих праздниках. 134-й псалом состоит в 19-й кафизме, поют в тех частях православной литургии, куда входит кафизма. Целиком 134-й псалом поют во время Великого поста, в среду Страстной седмицы на 3-м часе, во Всенощном бдении на утрени в Полиелей, при чтении Псалтири от недели Антипасхи до отдания Воздвижения Креста, после отдания Воздвижения Креста, до отдания праздника Богоявления, в праздник Благовещения Пресвятой Богородицы. Отдельные стихи псалма поют по разным случаям.
134:7 «возводит облака от края земли, творит молнии при дожде, изводит ветер из хранилищ Своих» поют во время бездожия.
134:13 «Господи! имя Твоё вовек; Господи! память о Тебе в род и род» поёт настоятель в субботу, также поют в последовании исходном монахов, на панихиде, в чине погребения младенцев, в чине погребения священников, в субботу на Аллилуарии усопших.
Иудаизм
134-й псалом произносят во время утренней субботней молитвы.
134:21 «Благословен Господь от Сиона, живущий в Иерусалиме! Аллилуия» произносят в третьем благословении вечернего Шма.

## Талмуд
В Талмудах существует разногласие о том, что же считать «Великим галелем»?
Палестинский Талмуд
В палестинском Талмуде однозначно указан 135-й псалом под названием «Великий галель»:

Что такое «Великий галель»? Это — «славьте Бога богов, ибо вовек милость Его. Славьте Господа господствующих» и так далее.
Оригинальный текст (иврит)אי זהו הלל הגדול הוֹד֣וּ לֵֽאלֹהֵ֣י הָאֱלֹהִ֑ים כִּי־ט֑וֹב כִּ֖י לְעוֹלָ֣ם חַסְדּֽוֹ ה֭וֹדוּ לַֽאֲדֹנֵ֣י הָֽאֲדֹנִ֑ים וגומר‎
— Палестинский Талмуд, Таанит 3:11
Вавилонский Талмуд
В вавилонском Талмуде указаны разногласия относительно того, что же считать «Великим галелем», 135-й псалом, или группу псалмов 119—135, или псалмы 134:4—135:

Откуда [начинается] «Великий галель»? Раввин Иехуда говорит: «От „славьте“ до „при реках Вавилона“». А раввин Иоханан говорит: «От „песни восхождения“ до „при реках Вавилона“». Раввин Аха бар-Иаков сказал: «От „ибо Господь избрал Себе Иакова“ до „при реках Вавилона“».
Оригинальный текст (иврит)מהיכן הלל הגדול רבי יהודה אומר מהודו עד נהרות בבל ורבי יוחנן אומר משיר המעלות עד נהרות בבל רב אחא בר יעקב אמר מכי יעקב בחר לו יה עד נהרות בבל‎
— Вавилонский Талмуд, Псахим 118 а

## Рецепция
Литература
| Хвалите имя Господне, хвалите, раби Господа, Ему же служите. Стояще в храме, величия Его, во дворех дому Господа нашего. Хвалите Его, яко благ всем людем, а яко добро имя пети будем. И яко избра Иакова Себе в достояние, царьствуяй на небе. И яко познах велика си быти, боги языков вся превосходити. Господь наш велий что-либо хотяше в небе, на земли вся словом создаше. Такожде в морях и в безднах глубоких, и на воздушных странах превысоких, От конец земля облаки возводит и в дождь великий молнии изводит. От сокровищ си ветры испущает, аер чищая, землю оживляет. Симеон Полоцкий, «Псалтирь рифмотворная», 1678 | Господне Имя всѣ хвали́те; Раби Владыку, тварь Творца: О! вы, которы-предстои́те Во Храмѣ Вышняго Отца, Прославьте Бога безъ конца. Онъ Благъ, а Имя есть полезно; Іакова себѣ избра́лъ, Ізраиля прiялъ любезно: По истиннѣ и я позналъ, Что-Ве́лiй Богъ, кой-на́съ взыскалъ. Что-на́шъ Господь, надъ всѣми Боги; И что́-всхотѣлъ, то сотворилъ; На небѣ, на землѣ, и многи Повсюду вещи расширилъ; Въ моря́хъ, и безднахъ затворилъ. Онъ въ во́здухъ облака́ встягаетъ, Въ пара́хъ изъ влажныхъ нѣдръ земли́; Въ дождѣ онъ молнiей сверкаетъ: Державно вѣтры, всякъ внемли, Изводитъ да развѣетъ тли. Въ Егiптѣ поразилъ толь сильно Всѣхъ Первенцовъ Он точно Самъ, Людски́хъ, и скотскихъ не умильно: Егiптъ! чудесъ коль было тамъ, Въ тебѣ само́мъ по всѣмъ мѣстамъ. Онъ тѣ послалъ на Фараона, И на его всѣхъ ра́вно слугъ; Побилъ народы для отгона; Царей не помянулся духъ: Всѣхъ въ страхъ привелъ толь грозный слухъ! Онъ О́га истребилъ Васанска; Сiона Аморрейска тожъ; Всѣ Царства рода Ханаанска Постигло смертоносно зложъ: Почувствовали мечъ и ножъ! Пото́мъ ихъ землю далъ въ наслѣдство, Въ наслѣдство, говорю, Свои́мъ; Ізраилю ту въ долголѣтство: Всѣмъ въ роды ей владѣть бы имъ, Въ котору введены́ Сами́мъ. Твое, о! Боже, Имя вЪ вѣки; Твоя и Память въ родъ и родъ: Исслѣдуются человѣки, Помилуетъ Богъ рабiй плодъ; Господь, намъ вмѣсто всѣхъ Господъ! Язычески кумиры, злато, Иль только иногда сребро: Уста не говорятъ, какъ-бла́то; Не зрятъ глаза́, что-е́сть добро; Не слышатъ уши, какъ-ведро́. Въ ихъ нѣтъ ни внутренностяхъ духа! Чтобъ всѣ не разнилисъ отъ нихъ, Творящiи такъ ихъ безъ слуха! И уповающи на сихъ Во всѣхъ потребностяхъ своихъ! Ізраильскъ Домъ! благословите Вы купно Го́спода всегда; Домъ Ааронь! вы тожъ явите; Левiинъ Домъ и вамъ чреда, Благословляющимъ же мзда. Имущiи въ душѣ палимѣ Любовь, и въ ней Господень страхъ! Живуща въ Іерусалимѣ Благословите, Онъ есть Благъ. Благословенъ, въ Сiонѣ драгъ! В. К. Тредиаковский, 1753 | Хвалите имя Божье, Хвалите вы ево слуги Господни, Стоящія въ Господнемъ домѣ, Въ преддворьяхъ храма Божья: Хвалите, яко благъ Господь, Взыграйте имени его вы пѣсни; Его приятно имя! Господь Іякова избралъ, И въ достояніе всевышній усмотрѣлъ, Израиля себѣ. Я знаю, коль Господь Владыко нашъ великъ, И что восхощетъ, то творитъ, На небѣ, на земли, въ озерахъ онъ и въ морѣ; Съ концевъ земли возводитъ облака; Низмѣщетъ при дождяхъ онъ молніи съ небесъ: Онъ силой поразилъ въ Египтѣ перьвородныхъ, Въ скотѣ и человѣкахъ: Гдѣ онъ и знаменья явилъ и чудеса: Противу Фараона И подданныхъ его, Побилъ великія народы, И сильныхъ поразилъ Царей: Царя Сіона Аморейска, Царя Васанска Ога, Сразилъ онъ силою всѣ царства ханаански, И предалъ тѣ господства Въ наслѣдье своему, Израильску народу. Онъ свой народъ спасаетъ, И милуетъ онъ тѣхъ, ему которы служатъ: Языковъ идолы суть злато и сребро, И человѣческой руки они работа: Уста имѣя не глаголятъ, Имѣютъ очи и не видятъ, Имѣютъ уши и не слышатъ, Имѣютъ носъ, не обоняютъ, Изъ устъ дыханье не изводятъ; Подобны имъ создавшія ихъ люди, Которыя на нихъ надежду возлагаютъ. А. П. Сумароков, 1787 |